# Альмиранте, Джорджо
Джорджо Альмиранте (итал. Giorgio Almirante; 27 июня 1914, Сальсомаджоре-Терме — 22 мая 1988, Рим) — итальянский неофашистский политик, основатель и национальный секретарь партии Итальянское социальное движение в 1969—1987. Депутат парламента Италии в 1948—1988 годах.

## Ранняя жизнь. Прифашистском режиме
Родился в богемно-аристократической семье, происходящей от младшей ветви герцогского рода. Отец Джорджо Альмиранте — Марио Альмиранте — известный в Италии актёр и режиссёр раннего кино. Киноактёрами были также дед и три дяди Джорджо Альмиранте. Сам он некоторое время снимался в дубляже. Учился в туринском классическом лицее. По специальности — литературовед и журналист. Защитил диссертацию о Данте Алигьери.
С ранней юности был сторонником фашистского режима Бенито Муссолини. Состоял в фашистской партии, работал в газете Il Tevere. При этом полемизировал с Юлиусом Эволой; противопоставлял биологическим концепциям расизма идеи духовных основ нации. Участвовал во Второй мировой войне в составе итальянских войск в Северной Африке.
После капитуляции итальянских войск перед англо-американскими в сентябре 1943 продолжал борьбу за фашизм. Он вступил в Республиканскую фашистскую партию и примкнул к возглавленной Муссолини Республике Сало. Был функционером министерства культуры, имел лейтенантский чин в фашистской Национальной республиканской гвардии и в Чёрных бригадах. 10 апреля 1944 за подписью Альмиранте был опубликован приказ, в котором содержалась угроза репрессий в отношении дезертиров и «участников бандформирований».
В то же время фактически саботировал преследования евреев и помогал им скрываться. Это позволило ему после окончательно падения режима Муссолини 25 апреля 1945 на несколько месяцев найти убежище в еврейской семье.

## Основание неофашистской партии
Осенью 1946 вместе с Пино Ромуальди и Клементе Грациани приступил к созданию неофашистской партии. 26 декабря 1946 он участвовал в учредительном собрании Итальянского социального движения (MSI). 15 июня 1947 стал национальным секретарём партии, занимал этот пост до января 1950. Разъезжал по Италии, формируя местные партийные организации.
Проявлял твёрдость при столкновениях с коммунистами и левыми оппонентами, участвовал в драках на митингах. Вызывал на себя яростную критику за причастности к режиму Муссолини, особенно в период Сало.

Доктор Джорджо Альмиранте, секретарь Итальянского социального движения — опасный элемент для демократии. Он показал себя фанатичным фашистом не только при прежнем режиме, но и в республиканский период.

Характеристика, оглашённая полицией Рима в ноябре 1947

За неофашистскую активность неоднократно привлекался к уголовной ответственности. В 1947 был осуждён на год лишения свободы, но реального срока не отбывал.
Несмотря на отторжение фашизма итальянским обществом, уже на выборах 1948 года был избран от MSI в палату депутатов, после чего переизбирался ещё девять раз.
В мае 1952 принял участие в столкновениях в Триесте, добиваясь возвращения территории, отторгнутой от Италии.
Настаивал на жёсткой позиции, выступал за радикализацию фашистского курса. На этой почве конфликтовал с Артуро Микелини и его более умеренными сторонниками. В 1965 он попытался провести свой партийный конгресс. Путём внутрипартийных компромиссов удалось достичь договорённости между Микелини, Альмиранте и Ромуальди, составивших руководящий триумвират с приоритетом Микелини.

## Неофашистский лидер

### Радикальный курс
После смерти Микелини в 1969 Альмиранте вновь заявил претензии на партийное лидерство. Его поддерживали ультраправые радикалы. Умеренное крыло ориентировалось на Джованни Роберти, возглавлявшего неофашистские профсоюзы. Позиция Альмиранте оказалась более популярной в партии.
29 июня 1969 вернулся на пост национального секретаря MSI. Он провозгласил курс на антисистемную радикализацию, совпадавший с настроениями партактива в преддверии Свинцовых семидесятых. Симптоматично, что с возвращением к руководству Альмиранте восстановил членство в MSI авторитетный неофашистский радикал Пино Раути, ранее вышедший из партии в знак несогласия с умеренным курсом Микелини.
Заявленная им новая линия явилась идейно-политическим водоразделом в истории итальянского неофашизма.

Итальянское социальное движение — не сторонники тоталитарного государства, не ностальгические, но современные националисты, не реакционно-консервативные, но социально передовые.

Джорджо Альмиранте

### Уличный напор
20 декабря 1969 организовал в Риме массовую антикоммунистическую демонстрацию, к которой примкнули представители всех правонационалистических движений. 18 апреля 1970 возглавил митинг правых радикалов в Генуе. Акция вылилась в столкновение с ультралевыми боевиками Lotta Continua. Один из участников митинга погиб.

Если для спасения людей, для отражения коммунистической угрозы, требуется применить силу, в итальянском народе должны найтись те, кто к этому готов.

Джорджо Альмиранте

Активизация уличной и силовой политики MSI повысила влияние партии среди радикальной молодёжи. Возрос и личный авторитет Альмиранте, участвовавшего в драках наравне с молодыми боевиками.
Также интенсивно включился в кампанию защиты прав италоязычного населения Австрии и Югославии.
В то же время его экономические воззрения были ближе к либерализму. В частности, парламентская фракция MSI выступала категорически против законопроекта о национализации электроэнергетической отрасли.

## В «Свинцовые семидесятые»
Альмиранте и его партия многократно обвинялись в причастности к политическому насилию и «чёрному терроризму» 1960—1970-х годов. Студенческая организация MSI явилась ударной силой в битве в Валле-Джулии и последующих университетских беспорядках марта 1968. В партии в разное время состояли такие деятели неофашистского терроризма, как Пьерлуиджи Конкутелли, Валерио Фиораванти, Франческа Мамбро и целый ряд других. Однако все они покинули MSI именно из-за отказа Альмиранте от открыто насильственных методов борьбы.
После «резни Пьяцца Фонтана» 12 декабря 1969 Альмиранте принял меры к отмежеванию партии от террористических групп.

Известные политики, вожди правых сил, сам Джорджо Альмиранте осуждают молодых участников национал-революционного движения. Альмиранте обещал Стефано Делле Кьяйе аннулирование ордера на его арест в обмен на ложные показания в отношении меня… Доходило и до этого.

Марио Мерлино

16 июня 1971 прокуратура возбудила в отношении Джорджо Альмиранте уголовное дело за «подстрекательство к нарушению конституции и вооружённому восстанию». Основанием послужило следующее высказывание:

Наша молодёжь должна быть готова к упреждающей атаке. Результаты должны быть теми же, что достигнуты в Португалии, Греции и Испании.

Тогда же была начата интенсивная кампания по разоблачению деятельности Альмиранте в Республике Сало.
Летом 1972 генеральная прокуратура Милана возбудила против Альмиранте уголовное дело по обвинению в «попытке воссоздания фашистской партии»:

Многие факты свидетельствуют о применении насилия против политических оппонентов и полиции, очернении демократии и Сопротивления, возвеличивании фашистского режима, использовании внешних атрибутов фашизма. В основном такие проявления исходят от Итальянского социального движения.

Однако соответствующее судебное решение не было принято. В документах MSI содержалось достаточно внятное отмежевание от тоталитарных черт режима Муссолини. Уличное политическое насилие не являлось исключительной прерогативой неофашистов. Запрещение парламентской партии на этом основании мог стать опасным прецедентом.
Имелась информация о контактах Альмиранте в 1970 с Валерио Боргезе и посвящённости лидера MSI в планы военного заговора.
В сентябре 1973 публично поддержал военный переворот в Чили, за что получил благодарность генерала Пиночета.
Сообщалось о финансовых связях Альмиранте с масонской ложей P-2 и Личо Джелли.
В мае и августе 1974 произошли два крупных теракта — взрыв в городе Брешиа перед антифашистской демонстрацией (8 погибших) и взрыв экспресса «Италикус» в Сан-Бенедетто-Валь-ди-Самбро (12 погибших). Расследование выводило на правоэкстремистские группы. Альмиранте, обвиняя в бездействии полицию и спецслужбы, признавал ответственность своих единомышленников.
Обвинялся также в причастности к нападению неофашистов на карабинеров в Петеано (район Саградо) в мае 1972.
Однако конкретные обвинения в адрес Альмиранте не получили доказательных подтверждений. В целом MSI как организация не принимала участия в терроризме, и он скорее сдерживал своих радикальных единомышленников. Это провоцировала яростную ненависть к нему со стороны неофашистских террористов.

Один раз мы с товарищем сидели в автомобиле и мимо проходил Альмиранте со своими псами. Камрад хотел застрелить Альмиранте, но я этому воспрепятствовал. Позже я очень жалел об этом.

Пьерлуиджи Конкутелли

## На пике влияния

### Успехи начала 1970-х
Крупнейшим антисистемным проявлением неофашистской партии явилась поддержка MSI восстания в Реджо-ди-Калабрия. Лидер восстания Чиччо Франко был видным членом партии и руководителем неофашистского профсоюза. Участие MSI в движении способствовало подъёму популярности: на региональных выборах в Сицилии неофашисты получили 16 % голосов, на общенациональных парламентских выборах 1972 — около 9 %.
В то же время, несмотря на идеологический радикализм в уличном «прямом действии», Альмиранте проводил вполне прагматическую политику парламентских комбинаций.
В декабре 1971 фракция MSI сыграла важную роль в избрании на пост президента христианского демократа Джованни Леоне. Несмотря на оппозиционность неофашистских радикалов — сторонников Раути и Ромуальди — Альмиранте настоял на поддержке Леоне, которая усилила влияние MSI.
Весной 1972 способствовал вступлению в MSI правоконсервативных монархических групп (партия получила название Итальянское социальное движение — Национальные правые, MSI-DN). Это расширило влияние партии в чиновных, военных и буржуазных кругах. Неофашисты ИСД превратилась в бесспорного гегемона правонационалистических сил. Вне её сферы оставались лишь такие крайние организации, как Национальный авангард Делле Кьяйе и «Новый порядок» Конкутелли.
Фактически играл позитивную роль, интегрируя неофашистскую партию в политическую систему демократии. Этому курсу отдавали должное системные политики, и за это же лидер MSI подвергался острой критике своих радикальных сторонников.

Я считаю Альмиранте своим учителем, но он соединял фашизм с демократией.

Роберто Фиоре, лидер ультраправой организации «Новая сила»— 

### Гегемон европравых
Резкий электоральный подъём 1972 отозвался ощутимым спадом на парламентских выборах 1976. В партии активизировалась оппозиция. В 1977 умеренное крыло MSI во главе с Эрнесто де Марцио и Джованни Роберти попыталось создать правоконсервативную партию «Национальная демократия» (полтора десятилетия спустя этот проект реализовался в Национальном альянсе). Этот проект поддержали монархисты, вступившие в MSI в 1972, но не разделявшие неофашистскую идеологию.
Однако конкуренция с партией Альмиранте за крайне правый электорат не удалась — на выборах 1979 национал-демократы потерпели поражение, тогда как MSI закрепилась на достигнутых позициях. Альмиранте ещё раз подтвердил своё доминирование и способность, подобно Муссолини в 1920-х, успешно маневрировать между партийными течениями.
К первым выборам в Европарламент 1979 года Джорджо Альмиранте инициировал создание блока Европравые. Главными союзниками MSI выступили французская партия Тиксье-Виньянкура и испанская Fuerza Nueva Бласа Пиньяра. При этом гегемония итальянских неофашистов в европейском ультраправом движении была совершенно очевидна.
В 1983 году первый социалистический премьер-министр Беттино Кракси пригласил Альмиранте к консультациям по формированию нового правительства. Это был первый случай привлечения неофашистской партии к такого рода официальным переговорам. MSI поддержала ряд начинаний кабинета Кракси, в частности либерализацию телекоммуникационной сферы (укрепившую бизнес-позиции Сильвио Берлускони). С этого времени неофашисты вошли в круг «конституционных партий», преодолев прежнюю изоляцию.

## Тайные контакты с Берлингуэром. Антитеррористическое сотрудничество
Единственной партией, продолжавший дистанцироваться от MSI, оставались коммунисты. Однако Джорджо Альмиранте — что выяснилось годы спустя — поддерживал хорошие деловые и личные отношения с лидером итальянской компартии Энрико Берлингуэром. Контакты между ними осуществлялись конфиденциально, но имели важное политическое значение.

В политической жизни между Джорджо Альмиранте и Энрико Берлингуэром было много столкновений. Однако, несмотря на непреодолимую идеологическую вражду, их связывали человеческие качества, интеллектуальная честность, взаимное уважение. В 1978-79, когда красные и чёрные террористы обрушивали на Италию кровавый террор, эти два политика тайно встречались шесть раз… Два секретаря медленно сблизились и пожали друг другу руки с немного застенчивыми улыбками. Никто не знал, что они обсудили, но после первой встречи Альмиранте сказал: «Это честный человек и достойный противник».

Основой для взаимодействия Альмиранте и Берлингуэра являлось совместное противостояние терроризму. Берлингуэр высказывал соболезнования по поводу убийств ультралевыми молодых активистов MSI. Альмиранте заявлял, что не считает компартию источником террора. Такой подход был закономерен, поскольку действия Революционных вооружённых ячеек с одной стороны и Красных бригад с другой наносили серьёзный политический ущерб легальным неофашистам и коммунистам.
В июне 1984 Джорджо Альмиранте (вместе с Пино Ромуальди) присутствовал на похоронах Энрико Берлингуэра. Наблюдатели замечали слёзы на глазах неофашистского лидера.

## Семейная жизнь. Сложности второго брака
В 1951 Джорджо Альмиранте — к тому времени женатый на Габриэлле Магнатти и имевший дочь Риту — познакомился на светском приёме с донной Ассунтиной, в то время женой маркиза Федерико Медичи. Между ними возникла горячая взаимная симпатия и установилась устойчивая связь, образно названная «браком совести». Первая дочь Джорджо и Ассунты — Джулиана — с согласия маркиза носила фамилию Медичи.
Федерико Медичи скончался в 1969 году. Связь Джорджо Альмиранте с Ассунтой Медичи получила огласку. К тому времени парламент обсуждал законопроект о разводе, против которого выступала фракция MSI, ссылавшаяся на традиционные католические ценности. Однако когда в 1974 закон был принят, Альмиранте воспользовался им, развёлся с первой женой и оформил отношения с донной Ассунтой. Этот факт использовался левыми противниками MSI для критики Альмиранте.
Консервативные политические взгляды Ассунты Альмиранте не совпадали с неофашистской идеологией, но она была глубоко предана мужу и активно помогала ему в жизни и в политике. Политикой занялись после кончины отца и дочери от разных браков: Рита Альмиранте примкнула к партии Джанфранко Фини Futuro e Libertà per l’Italia, Джулиана Медичи — к партии Франческо Стораче La Destra. Таким образом, между сводными сёстрами возникло политическое противостояние, основанное на семейных счётах.

## Отставка и преемник. Кончина
В 1987 году по состоянию здоровья оставил пост национального секретаря MSI. Его преемником стал Джанфранко Фини, ранее лидер молодёжной организации, которого он сам готовил на руководство партией. При этом Альмиранте понимал, что Фини — уже по принадлежности к иному поколению — не сохранит прежнего характера MSI.

Не может быть фашистом тот, кто родился после войны.

Джорджо Альмиранте

Джорджо Альмиранте скончался на следующий день после Пино Ромуальди от кровоизлияния в мозг. Совместные похороны Альмиранте и Ромуальди имели символическое значение: ушли из жизни два соратника — последние политики времён Муссолини. На траурной церемонии присутствовали президент Франческо Коссига и мэр Рима Никола Синьорелло. В многочисленной похоронной процессии участвовала коммунистка Леонильде Иотти, на тот момент председатель палаты депутатов.
Джорджо Альмиранте похоронен на кладбище Кампо Верано.